# Józef Puacz
Józef Puacz (ur. 27 listopada 1863 w Staropolu Częstochowskim, zm. 21 października 1927 w Piotrkowie Trybunalskim) – polski malarz-portrecista

## Życiorys
Po ukończeniu gimnazjum w Lublinie studiował malarstwo w latach 1884–1889 na Akademii Sztuk Pięknych w Krakowie pod kierunkiem Feliksa Szynalewskiego i Jana Matejki.
Następnie studiował od 21 października 1889 na Akademii Sztuk Pięknych w Monachium pod kierunkiem Nikolausa Gysisa i Alexandra Wagnera.
Debiutował w 1890 w Towarzystwie Przyjaciół Sztuk Pięknych w Krakowie pejzażem „Znad Przemszy”. W 1891 wystawiał tam cztery dalsze obrazy.
Po powrocie z Monachium w 1892 zamieszkał w Warszawie, gdzie od 1895 korzystał z pracowni malarskiej przy ul. Foksal. Wystawiał swoje obrazy w Towarzystwie Zachęty Sztuk Pięknych w Warszawie oraz w salonie malarstwa Aleksandra Krywulta, a w 1908 na wystawie indywidualnej w Salonie Sztuki Stefana Leopolda Kulikowskiego.
Był związany ze środowiskiem warszawskiej inteligencji liberalnej, przyjaźnił się z działaczem niepodległościowym i dyplomatą, adwokatem Stanisławem Patkiem.
W wieku prawie pięćdziesięciu lat artysta poślubił młodszą o 25 lat Emanuelę Jahnel. Małżonkowie przeprowadzili się do willi w Świdrze koło Otwocka. Urodzony tam syn zmarł w wieku czterech lat, a po jego śmierci nastąpił rozwód. Osamotniony Józef Puacz powrócił do Warszawy i wynajął pracownię przy ulicy Hożej, którą zlikwidował w 1925, przenosząc się do Piaseczna, gdzie objął stanowisko nauczyciela rysunków w gimnazjum. W 1926 przeniósł się znowu do Piotrkowa Trybunalskiego, gdzie również został nauczycielem rysunków w gimnazjum. Zmarł w następnym roku.
Jego malarstwo reprezentuje akademizm szkoły monachijskiej. Nie widać wpływów sztuki przełomu XIX i XX wieku – impresjonizmu, secesji, ekspresjonizmu.